# Neszményi Zsolt
Neszményi Zsolt (Kaposvár, 1963. december 23. –) jogász, Magyary Zoltán-díjas közigazgatási szakember, címzetes egyetemi docens, 2014 óta Somogy vármegye kormánymegbízottja, majd 2022 óta főispánja.

## Életpályája
Somogyváron nőtt fel, alapfokú tanulmányait itt végezte. 1978-ban érettségizett a fonyódi Karikás Frigyes Gimnáziumban. Felsőfokú tanulmányai során elsőként az Államigazgatási Főiskolán végzett, majd a pécsi Janus Pannonius Tudományegyetemen szerzett jogi diplomát summa cum laude minősítéssel. Közigazgatási és jogi szakvizsga végzettséget is szerzett. 1986 és 1990 között Siófokon dolgozott szabálysértési ügyintézőként majd 1990-től 2007-ig Öreglak község jegyzője volt. Távozása után a település díszpolgári címével díjazták.
2007-ben főosztályvezetőként tevékenykedett a Somogy Megyei Önkormányzati hivatalnál, ezután megyei aljegyzőnek választották. 2010-ben rövid ideig a Somogy Megyei Közigazgatási Hivatal vezetője, majd az újonnan megalakult Somogy Megyei Kormányhivatal főigazgatója lett.
2014 óta a Somogy Megyei Kormányhivatal kormánymegbízottja, majd főispánja. A Somogy Vármegyei védelmi bizottság elnöke és a Magyar Honvédség tartalékos ezredese. 2009 óta a Somogy Vármegyei Labdarúgó Szövetség elnökségi tagja.

## Kitüntetései
- Miniszteri Elismerő Oklevél (2011)
- Magyary Zoltán-díj (2012)
- Honvédelemért Kitüntető Cím II. fokozata (2016)
- Magyar Vadászatért Emlékérem (2016)
- Öreglak Község díszpolgára (2016)
- A Büntetés-Végrehajtási Szolgálatért Emlékplakett Arany fokozata (2021)
- Címzetes Egyetemi Docens (2022)
- Hubertus Kereszt Arany fokozata (2022)
- Pro Urbe Balatonboglár emlékérem (2022)
- „Somogyvár Községért” emlékérem (2022)

## Családja
Nős, felesége dr. Balogh Szilvia ügyvéd, két gyermek édesapja. Szülei pedagógusok voltak, felmenői német származású erdélyi földművesek és felvidéki (dobsinai) bányászok.